# 진현빈
진현빈(1985년 10월 22일 ~ )는 대한민국의 배우이다.

## 학력
- 건국대학교 휴학

## 출연 작품

### 드라마
- 《제중원》 (SBS, 2010년) - 생도 역
- 《신기생뎐》 (SBS, 2011년) - 손자 역
- 《네일샵 파리스》 (MBC드라마넷, 2013년) - 알렉스 역
- 《사랑 주파수 37.2》 (MBC every1, 2014년) - 강희태 역
- 《구해줘 2》 (OCN, 2019년) - 최지웅 역

### 영화
- 《설마 그럴리가 없어》 (2012년) - 인성 역

### 연극
- 《연애의 정석》 (2015년)

### CF
- 펠비스체어 (2009년)
- ABC마트 (2010년)
- 인터파크 (2010년)

### 뮤직비디오
- 2NE1 - I don't care (2009년)
- 티지어스 - 그래도 고마워 (2010년)